# 舊布里奇 (新澤西州普查規定居民點)
舊布里奇（英語：Old Bridge）是位於美國新澤西州米德爾塞克斯縣的普查規定居民點。

## 人口
根據2020年美國人口普查的數據，舊布里奇的面積為20.90平方千米，當中陸地面積為20.39平方千米，而水域面積為0.51平方千米。當地共有人口27210人，而人口密度為每平方千米1,301.91人。